# Союз-ТМА
Союз-TMA — російський пілотований космічний корабель. Модифікація корабля Союз TM в Союз-ТМА була здійснена для його використання як рятувальної шлюпки для Міжнародної космічної станції (МКС).

## Особливості модифікації
«Союз-ТМА» є модифікацією корабля Союз TM. Індекс «А» означає «антропометричний». Корабель був доопрацьований для польотів на МКС, у ньому можуть працювати космонавти, які не помістилися б у «Союз TM» по зросту. Було здійснено кілька поліпшень для виконання вимог НАСА, зокрема збільшено максимально допустимі висоту, вагу екіпажу та поліпшені парашутні системи. Космічний апарат також має у своєму складі два нових дисплеї в спускному апараті. На додаток до трьох членів екіпажу, Союз-ТМА може доставляти до 100 кг корисного вантажу на станцію і повертати до 50 кг.
Для вишукування резервів пульт космонавтів замінений на новий, з сучасною елементною базою, поліпшена парашутна система, зменшений теплозахист. Останній політ корабля цієї модифікації запланований на 30 вересня 2011 року.
З 2009 року «Союз-ТМА» літають з новою «ЦВМ-101» на місці старої ЕОМ Аргон-16 (введена на кораблях серії Союз T в 1970-х роках). «ЦВМ-101» була набагато продуктивнішою, набагато меншою, і в 9 разів легшою (8,3 кг проти 70 кг). У зв'язку з цим системи телеметрії з аналогових були замінені на менші цифрові системи.

## Історія
Ці модифікації спочатку були заплановані на кінець 1990-х, але відкладені через фінансові причини. Однак конструкторське бюро «НДІ Аргон» припинило виробництво старого комп'ютера, примушуючи Ракетно-космічну корпорацію «Енергія» до фінансування робіт по «ЦВМ-101» в НДІ Субмікрон.
«Союз-ТМА», оснащений новими комп'ютерами, отримав новий номер — 11Ф732A47 й новий серійний номер, який починався з 701. Комп'ютери були встановлені в службовому модулі. У другій модифікації, але не раніше 2010 року комп'ютер КС-020M в апараті, що спускається, який використовується для контролю при вході в атмосферу, буде замінений на «ЦВМ-101», який буде перенесений зі службового модуля в модуль, що спускається.